# Шорохово (Ісетський район)
Шо́рохово (рос. Шорохово) — село у складі Ісетського району Тюменської області, Росія.
Населення — 2068 осіб (2010, 2232 у 2002).
Національний склад станом на 2002 рік:
- росіяни — 85 %